# Marcus Tulio Tanaka
Marcus "Tulio" Tanaka (田中 マルクス 闘莉王 Tanaka Marukusu Tūrio?), född 24 april 1981 i Palmeira d'Oeste, São Paulo, Brasilien, tidigare namn: Marcus Túlio Lyuji Murzani Tanaka (fram tills han blev japansk medborgare), är en Brasilien-född japansk fotbollsspelare som spelar för J. League-klubben Nagoya Grampus.